# Качковский, Сергей Владиславович
Сергей Владиславович Качковский (род. 5 октября 1968 года, с. Молога, Белгород-Днестровский район, Одесская область, Украинская ССР) — российский военный деятель, полковник, Герой Российской Федерации. Военный комиссар Санкт-Петербурга с 2011 года.

## Биография
Сергей Владиславович Качковский родился 5 октября 1968 года в селе Молога Белгород-Днестровского района Одесской области Украинской ССР в семье рабочих.
Окончил Затишанскую среднюю школу Фрунзовского района Одесской области в 1985 году, после чего был призван в ряды Советской Армии. Поступил в Казанское высшее военное командное училище имени Президиума Верховного Совета Татарской АССР, которое окончил в 1989 году.
Служил в Ленинградском военном округе на должностях командира танкового взвода, командира танковой роты, заместителя командира — начальника штаба 133-го отдельного гвардейского танкового Идрицкого Краснознамённого, ордена Суворова батальона.
С декабря 1994 года участвовал в Первой чеченской войне, а с 31 декабря 1994 года — в штурме Грозного. В январе 1995 года капитан Качковский проявил мужество и высокое воинское мастерство. Танковая рота наносила тяжёлые потери боевикам, поддерживая мотострелков 129-го гвардейского мотострелкового Ленинградского полка и десантников. В одном из боёв был тяжело ранен.
Указом Президента Российской Федерации от 6 марта 1995 года за мужество и героизм, проявленные при выполнении специального задания, капитану Сергею Владиславовичу Качковскому присвоено звание Героя Российской Федерации с вручением медали «Золотая Звезда» (№ 125).
Продолжил службу в Российской Армии. В 1999 году окончил Военную академию бронетанковых войск имени Р. Я. Малиновского.
С 2009 по 2011 годы полковник запаса Сергей Владиславович Качковский служил военным комиссаром Ленинградской области, а с 2011 года служит военным комиссаром Санкт-Петербурга.

## Награды и звания
- Герой Российской Федерации (6 марта 1995)